# Oneseat.eu
Oneseat.eu fou una campanya perquè el Parlament Europeu mantingui la seu de Brussel·les i clausuri la d'Estrasburg. Aquesta campanya va començar per Cecilia Malmström, una eurodiputada sueca del Partit Europeu Liberal Demòcrata Reformista, l'abril del 2006. La petició va ser establerta en resposta a la despesa anual de 200 milions euros provinents dels contribuents de la Unió Europea, a causa del moviment del Parlament de Brussel·les a Estrasburg durant quatre dies cada mes. La campanya va obtenir un milió de signatures i es va tractar en 2008 i apareix regularment, però ha quedat bloquejada perquè aquest canvi requereix la unanimitat, i té el bloqueig de França.